# ラッペーンランタ・ラハティ工科大学

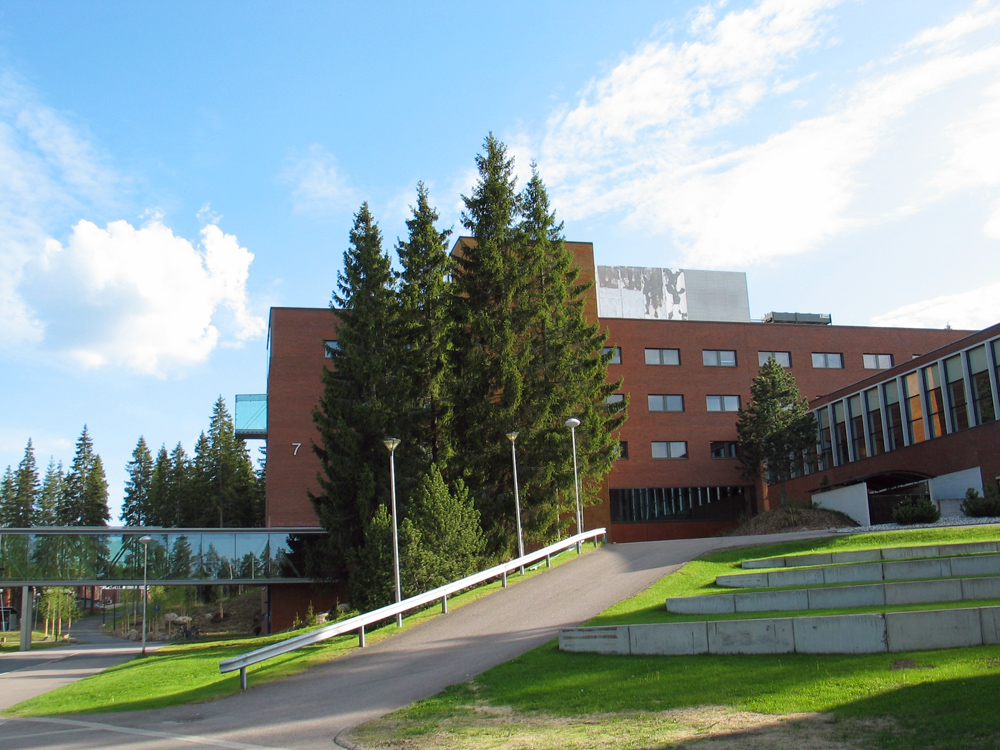
ラッペーンランタ大学

ラッペーンランタ・ラハティ工科大学（LUT）(フィンランド語: Lappeenrannan-Lahden teknillinen yliopisto LUT、英語: Lappeenranta-Lahti University of Technology LUT)は、フィンランドの国立大学である。ラッペーンランタキャンパスはフィンランドの首都ヘルシンキから約200キロメートル東方のラッペーンランタ市にあり、フィンランド最大のサイマー湖に囲まれた水と緑の美しい環境の中にある。また、ラハティキャンパスはヘルシンキの北約100kmに位置するラハティ市にある。大学の歴史は比較的新しく、戦後のフィンランドの国策で設立された全国の3拠点大学のひとつとして1969年に創立された。2019年に旧名Lappeenranta University of TechnologyがLappeenranta-Lahti University of Technology(LUT)に改名された。
大学は機械工学、電気工学、化学工学、エネルギー工学、情報工学など、工学分野の他に、経営工学およびマネジメント、経営学など社会科学分野の合計7学部からなり、それぞれは30の専門分野に分かれている。特に経営工学およびマネジメントの分野ではフィンランドで一番大きな学部であり、多くの研究スタッフを擁している。また、日本で学生交換協定を締結している大学は日本大学と駒澤大学である。